# Tatiana Bazzichelli

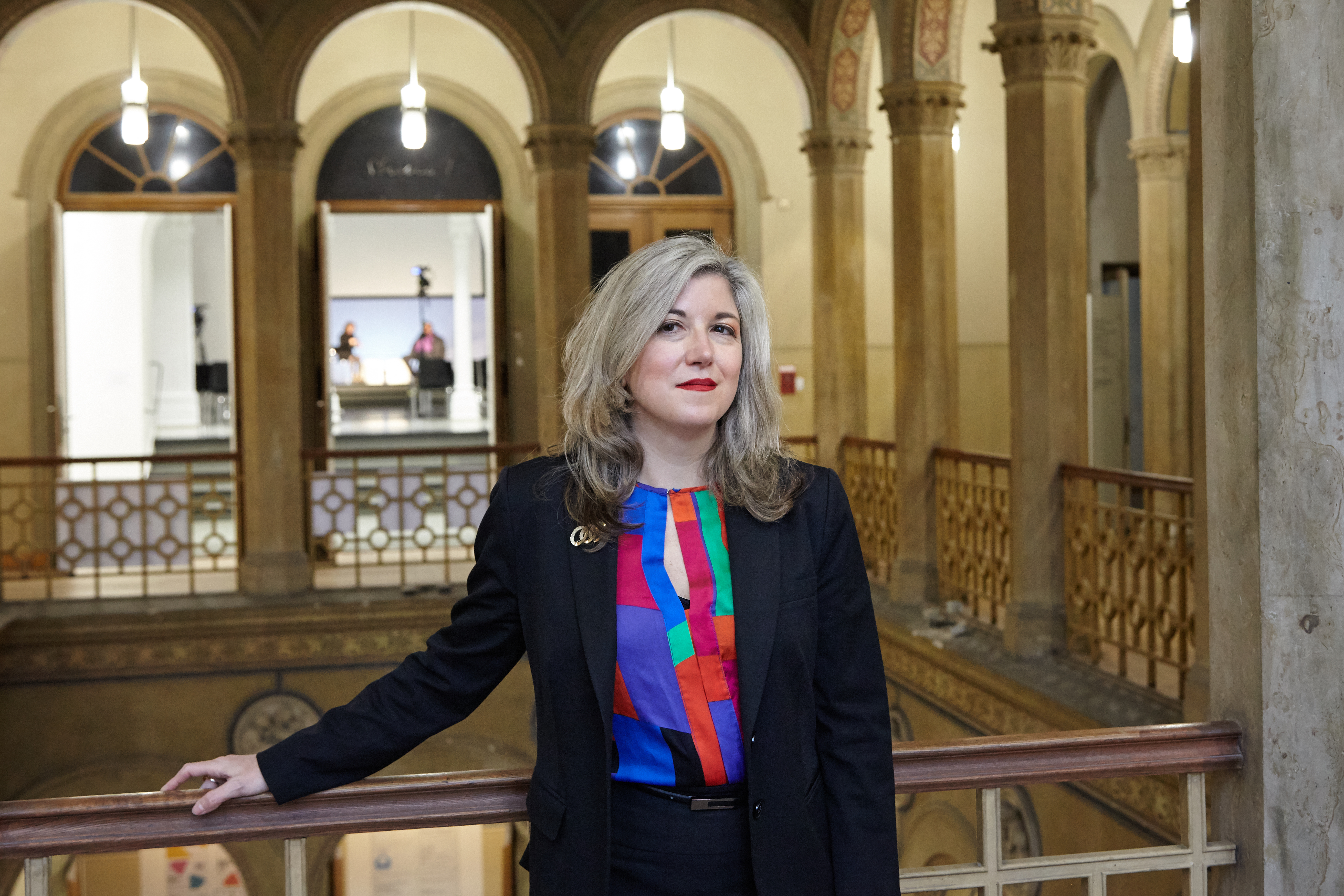
Tatiana Bazzichelli (2021)

Tatiana Bazzichelli (* 1974 in Rom) ist eine italienisch-deutsche Kuratorin, Wissenschaftlerin und Autorin. Sie arbeitete drei Jahre lang als Programmkuratorin der transmediale, dem Berliner Festival für Medienkunst und digitale Kultur, und sie ist Gründerin und künstlerische Leiterin des Disruption Network Lab e. V. Berlin. Ihre Schwerpunktthemen sind Kunst und Aktivismus im Rahmen technopolitischer Fragestellungen. Seit 2005 bringt sie in ihrer Arbeit Hackerkultur, Feminismus und Kunst zusammen. Als Cyberfeministin propagiert sie einen erweiterten Begriff von Hacking, der auch den Körper einbezieht. Im Jahr 2007 erhielt sie vom österreichischen Kunstfestival Ars Electronica eine Lobende Erwähnung für ihr Engagement im Bereich Digital Communities.

## Leben und Wirken
Tatiana Bazzichelli studierte von 1993 bis 1999 an der Universität La Sapienza in Rom das Fach Soziologie der Massenkommunikation. Nach ihrem Abschluss absolvierte sie von 1999 bis 2001 einen zusätzlichen Masterstudiengang in Neuen Medien und Kommunikation an der Universität Tor Vergata. Im Rahmen ihrer sich anschließenden Promotionsforschung war sie 2009 Visiting Research Fellow am Human Sciences & Technologies Advanced Research Institute (H-STAR) der Stanford University. Sie promovierte 2011 in Informations- und Medienwissenschaften an der Faculty of Arts der Universität Aarhus mit der Arbeit Networked Disruption: Rethinking Oppositions in Art, Hacktivism and the Business of Social Networking. Als Postdoktorandin war sie zunächst weiterhin an der Universität Aarhus beschäftigt und dann von 2012 bis 2014 am Centre for Digital Cultures (CDC) der Leuphana Universität Lüneburg.
Tatiana Bazzichelli war Teil verschiedener Jurys, darunter für den Hauptstadtkulturfonds von 2019 bis 2021 sowie für KulturLichter, den Deutschen Preis für kulturelle Bildung. 2020 war sie Mitglied im Komitee des Anti-Korruptionspreises von Transparency International und 2022 bei der Supporting Act Foundation der Firma WeTransfer.
Tatiana Bazzichelli lebt seit 2003 in Berlin.

## Kuratorische Tätigkeit
Wiederkehrende Themen von Tatiana Bazzichelli Arbeit sind Hacktivismus, Feminismus, digitale Kultur, Kunst und Whistleblowing, wobei sie diese Themen im Kontext ihrer Bedeutung für sozialen Wandel untersucht.
In Zusammenarbeit mit verschiedenen wissenschaftlichen und Kunst-Institutionen realisiert Tatiana Bazzichelli seit 2000 Ausstellungen, Tagungen und Symposien, etwa am Zentrum für Kunst und Medien (ZKM) in Karlsruhe, der Akademie Schloss Solitude, Stuttgart, dem Somerset House in London, dem Museum für moderne und zeitgenössische Kunst Rijeka, Aksioma, dem Institut für zeitgenössische Kunst in Ljubljana und Kunstraum Kreuzberg/Bethanien.
Sie begann ihre kuratorische Tätigkeit in Rom mit dem mehrteiligen Netzwerkprojekt AHA Activism-Hacking-Artivism (2002). Das Konzept wurde nach den Erfahrungen der Demonstration gegen den G8-Gipfel im Juli in Genua (2001) und der damit verbundenen einseitigen Medienberichterstattung entwickelt. AHA konzentrierte sich auf die Aktivitäten der italienischen unabhängigen und gegenkulturellen Medienbewegung und präsentierte Ausstellungen, Podiumsdiskussionen und Workshops zu den Themenfeldern Kunst, Hacktivismus und Theorie, die sich mit der italienischen Netzkultur befassten. Bei der Preisverleihung im Rahmen der Ars Electronica 2007 erhielt Tatiana Bazzichelli für das Projekt eine Lobende Erwähnung im Bereich Digital Communities.
Von 2011 bis 2014 kuratierte  Bazzichelli das Konferenzprogramm der transmediale, dem Festival für Kunst und digitale Kultur in Berlin, sowie dessen ganzjähriges Partner-Programm reSource transmedial culture Berlin.

## Disruption Network Lab und Institute
Tatiana Bazzichelli gründete im Jahr 2014 das Disruption Network Lab (DNL) und ist seitdem dessen Direktorin. Im September 2023 wurde sie Leiterin des neugegründeten Disruption Network Institute.
Das DNL ist ein fortlaufendes Veranstaltungs- und Forschungsprogramm, das sich mit technopolitischen Themen beschäftigt. Inhaltlich fokussiert es auf die Aufdeckung von Macht- und Unrechtssystemen. Seit seiner Gründung im Jahr 2014 veranstalte das DNL über 30 internationale Konferenzen mit dem Ziel, die Informationsfreiheit zu stärken und das Fehlverhalten der Mächtigen aufzudecken. Inhaltliche Schwerpunkte sind technologiebasierter Machtmissbrauch, Menschenrechte und Whistleblowing als politische Kategorie.  Die Konferenzen werden auf Video aufgezeichnet und sind auf der Website des Projektes sowie über Youtube abrufbar.
Im Jahr 2023 wurde zusätzlich das Disruption Network Institute ins Leben gerufen, eine unabhängige Forschungseinrichtung zu den Auswirkungen von künstlicher Intelligenz auf neue Kriegstechnologien, automatisierte Waffen und vernetzte Kriegsführung.

## Veröffentlichungen
Monografien
- Networking. La rete come arte. Costa & Nolan Ed., Mailand 2006, ISBN 978-88-7437-047-4.
- Networking. The Net as Artwork. DARC – Digital Aesthetics Research Centre, Aarhus University 2009, ISBN 87-91810-08-6.
- Networked Disruption: Rethinking Oppositions in Art, Hacktivism and the Business of Social Networking. DARC – Digital Aesthetics Research Centre, Aarhus University 2013, ISBN 978-87-91810-24-4.

Anthologien
- mit Geoff Cox (Hrsg.): Disrupting Business: Art & Activism in Times of Financial Crisis (=DATA browser. 05). Autonomedia, New York 2014, ISBN 978-1-57027-264-6.
- Whistleblowing for Change: Exposing Systems of Power and Injustice. Transcript Verlag, Bielefeld und London 2021, ISBN 978-3-7328-5793-7.

Beiträge
- Artivism. The Conscious Creation of Art. In: Giacomo Verde (Hrsg.): Artivismo Tecnologico. Scritti e interviste su Arte, Politica, Teatro e Tecnologie. BFS Edizioni, Pisa 2007, ISBN 978-88-89413-20-3.
- Cyberpunk. Interview with the Publix Theatre Caravan. In: O. Ponte Di Pino, A. M. Monteverdi: Il meglio di Ateatro 2001–2003. Principe Costante Ed., Mailand 2004, ISBN 978-88-900688-8-1.
- From Telestreet to Hackmeetings. The Network of Independent Information. In: Neotelevisione. Elementi di un linguaggio catodico glocal-e. Costa & Nolan, Mailand 2005, ISBN 978-88-7437-011-5.
- The Disruptive Art of Business/L’arte disruptiva del business. In: Salvatore Iaconesi, Oriana Persico, Luca Simeone, Federico Ruberti (Hrsg.): REFF. Romaeuropa FakeFactory. La reinvenzione del reale attraverso pratiche critiche di remix, mashup, ricontestualizzazione, reenactment. Derive Approdi Ed., Rom 2010, ISBN 978-88-6548-012-0, S. 98–104 (Online).
- On Hacktivist Pornography and Networked Porn. In: Johannes Grenzfurthner, Guenther Friesinger, Daniel Fabry (Hrsg.): Of intercourse and intracourse: sexuality, biomodification and the techno-social sphere: Monochrom's Arse Elektronika anthology. Re/Search, San Francisco 2011, ISBN 978-3-902796-02-8, S. 158–165.
- The Network is the Message! Eine Kritik des Social Networking. In: Clemens Apprich und Felix Stalder (Hrsg.): Vergessene Zukunft. Radikale Netzkulturen in Europa. Transcript, Bielefeld 2012, ISBN 978-3-8376-1906-5, S. 239–244.
- Disruptive Business as Artistic Intervention. In: Geert Lovink, Miriam Rasch (Hrsg.): Unlike Us Reader: Social Media Monopolies and Their Alternatives (= INC Reader. 8). Amsterdam, Institute of Network Cultures 2013, ISBN 978-90-818575-2-9.
- Networked Disruption Connecting Art, Hacktivism, and Business in Political Struggles. In: Peter Weibel (Hrsg.): Global Activism Art and Conflict in the 21st Century. The MIT Press, Cambridge 2015, ISBN 978-0-262-52689-0.
- reSource: A Year-Round Festival Programme. In: Ryan Bishop, Kristoffer Gansing, Jussi Parikka, Elvia Wilk (Hrsg.): Across & Beyond. A Transmediale Reader on Post-digital Practices, Concepts, and Institutions. Sternberg Press, Berlin 2017, ISBN 978-3-95679-289-2.
- Whistleblowing als Kunst. In: Angela Lammert und Akademie der Künste (Hrsg.): Montage oder Fake News? Von Heartfield bis Twitter. Steidl, Göttingen 2021, ISBN 978-3-95829-950-4.

## Auszeichnungen
- 2007: Lobende Erwähnung für das Projekt AHA: Activism-Hacking-Artivism im Bereich Digital Communities der Ars Electronica[3]